# Turdina de Mindanao
La turdina de Mindanao (Leonardina woodi) és una espècie d'ocell de la família dels muscicàpids (Muscicapidae), monotípica dins del gènere Leonardina És endèmica de l'illa de Mindanao, al sud de l'arquipèlag de les Filipines. El seu hàbitat natural són els boscos tropicals i subtropicals de frondoses humits, de l'estatge montà. El seu estat de conservació es considera de risc mínim.

## Taxonomia
La turdina de Mindanao va ser descrita científicament per l'ornitòleg nord-americà Edgar Alexander Mearns el 1905. Anteriorment es classificava a la família dels timàlids (Timaliidae), després va ser emplaçada breument a la família dels pel·lornèids (Pellorneidae); però els estudis genètics indiquen que pertany a la família dels muscicàpids.
Tanmateix, en el Handook of the Birds of the World i la quarta versió de la BirdLife International Checklist of the birds of the world (desembre 2019) encara es classifica la turdina de Mindanao i el gènere Leonardina dins de la família dels pel·lornèids.